# 카타히라 나기사
카타히라 나기사(片平なぎさ, 1959년 1월 1일 ~ )는 일본의 배우, 가수이다. 도쿄도 오타구에서 태어났다.

## 방송
- 호텔리어 (2007년)
- 나기의 휴식
- 탐정이 너무 빨라
- 데이지 럭
- 리버스
- 디어 시스터

## 영화
- 신의 혀를 가진 남자 (2016년)
- 디어 시스터 (2014년)
- 남편의 그녀 (2013년)
- 공포 (2010년) - 에츠코 역
- 더 인사이트 밀: 7일간의 데스 게임 (2010년) - 사와코 역
- 트릭 - 극장판 2 (2006년) - 하코가미 사와코 역
- 혐오스런 마츠코의 일생 (2006년) - 본인 역
- 스탠드 업!! (2003년)
- 모닝구무스메 신춘! LOVE 스토리즈 (2002년) - segment 이즈의 무희 역
- 여자 아나운서 (2001년) - 아소 료코 역
- 미토코몬 제15부 (1985년)
- 눈 속의 방문자 (1977년)